# Ratpenat frugívor de Hart
El ratpenat frugívor de Hart (Enchisthenes hartii) és una espècie de ratpenat que viu a Bolívia, Colòmbia, Costa Rica, El Salvador, l'Equador, els Estats Units, Guatemala, Hondures, Mèxic, Panamà, el Perú i Veneçuela.